# Tohoku Fukushi-universiteit

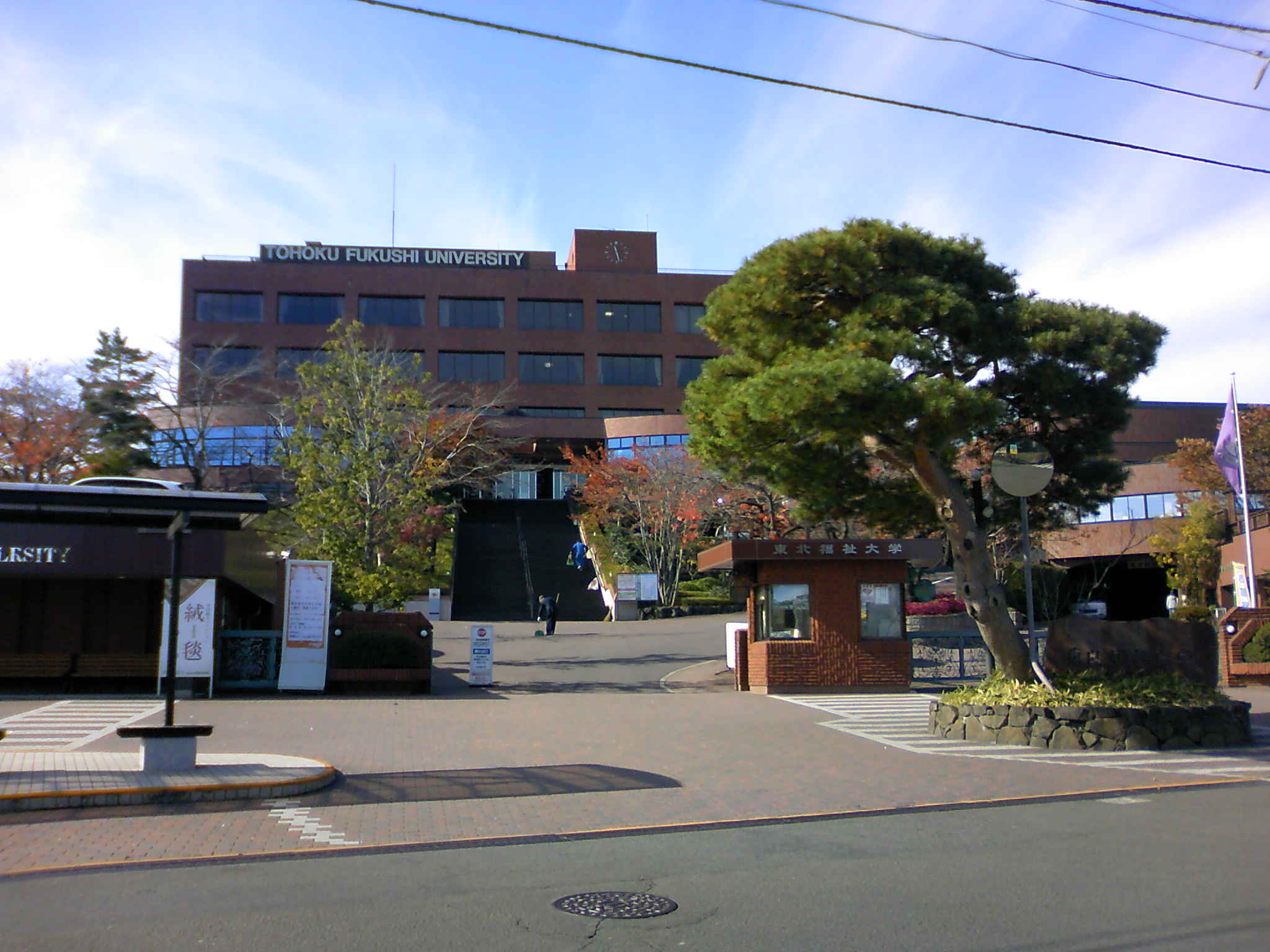
Hoofdingang

De Tohoku Fukushi-universiteit (Japans: 東北福祉大学, Tōhoku Fukushi daigaku) is een particuliere universiteit in Sendai (Japan).
De Amerikaanse wetenschapper en Boeddhistische priester John Stevens is een van de docenten.

## Bekende alumni
Politiek
- Shintaro Ito
- Itsunori Onodera

Honkbal
- Mamoru Kishida
- Takashi Saito
- Kazuhiro Sasaki
- Kazuhiro Wada
- Ken Kadokura
- Tomoaki Kanemoto

Schaatsen
- Akiko Suzuki

Golf
- Hidemasa Hoshino
- Yūsaku Miyazato
- Hideto Tanihara

Beeldende kunsten
- Leiji Matsumoto